# Agrotis conspurcata
Agrotis conspurcata är en fjärilsart som beskrevs av Walker 1865. Agrotis conspurcata ingår i släktet Agrotis och familjen nattflyn. Inga underarter finns listade i Catalogue of Life.